# Añoranzas (chacarera)
«Añoranzas» es una chacarera con letra y música compuesta por Julio Argentino Jerez. Fue registrada en 1942.

## Autor
Julio Argentino Jerez nació hacia 1901 en la provincia de Santiago del Estero y murió en Buenos Aires en 1954. En esa ciudad se había radicado en la década de 1920.

## Temas
«Añoranzas» es una narración autobiográfica de Jerez, en la que el autor recuerda con melancolía su viaje hacia la ciudad y su angustia por tener que alejarse de su pago. Esto conformó la realidad de muchos santiagueños que, como Jerez, migraron hacia la ciudad (especialmente hacia Buenos Aires y sus alrededores) en un periodo de fuerte migración interna en Argentina a mediados del siglo XX. La nostalgia es un tema recurrente en el cancionero de proyección folclórica de la provincia.

## Grabaciones
La canción ha sido interpretada por una variedad de músicos, en grabaciones de estudio y conciertos en vivo, sobre todo por intérpretes del género folklórico y en especial los originarios de la provincia de Santiago del Estero.
Entre quienes grabaron versiones, destacan Los Manseros Santiagueños, Los Chalchaleros, Los Fronterizos, Los Tucu Tucu, Los Hermanos Ábalos, Cuarteto Zupay, Mavi Díaz, Leo Dan, Jaime Torres y Chango Nieto, además de muchos otros.

## Reconocimientos
Fue adoptada como «Himno cultural» de la provincia de Santiago del Estero durante la reforma constitucional de 1997 (art. 233), y readoptada en la de 2005 (art. 235).
Dos canciones del grupo musical y humorístico Les Luthiers hacen referencia a «Añoranzas»: la zamba «Añoralgias» y la chacarera «Si no fuera santiagueño».
La canción le da nombre a la Plaza Añoranzas, un espacio ubicado en la ciudad de Santiago del Estero, en cercanías del río Dulce, que cuenta con un anfiteatro donde se realizan espectáculos masivos.